# 馬腹
馬腹（ばふく）は、古代中国の伝説上の生き物。水の中に住み人を食べるとされる。馬腸（ばちょう）とも。
川に棲んでおり、体は虎のようで、顔は人間のようであるという。鳴く声は赤ん坊のようで、人間を食べてしまうとされる。『山海経』（中山経）に、伊水という川に住むと述べられている。現行の『山海経』の本文には記載がないが、『山海経図讃』（「馬腹獣飛魚」）では、馬腹の肉を食すれば兵を辟け、雷鼓をおそれなくなるともある。
水に住み人を食べる古代の伝説上の獣とある点から、楊守敬『水経注疏』（巻28）などをはじめとして、水唐や人馬などの存在を馬腹と似たものなのではないかと比較されてもいる。後の時代の文献に見られる別の存在に『山海経』に登場する存在を比較・比定する事例は中国古典の校注では古くからしばしば見られるものであり、これもその一例である。

## 馬腹・馬腸
『山海経』（中山経）のなかで水の中に住む存在として馬腸というものも記載している。本文には、馬腸はただ水（川）の中に多いとしか記載されておらず、どのような特徴を持つかについての言及がないが、郝懿行などは、『山海経』（大荒西経）の本文で「女媧之腸」が「女媧之腹」と書かれていることのある例から、馬腸は馬腹のことを示しているのであろうと述べており、異名あるいは誤記であるとしている。

## 馬腹の登場する現代の創作
- 小野不由美 『月の影 影の海』（『十二国記』シリーズ）
- 荒川弘 『上海妖魔鬼怪』